# Знаменский, Иван Васильевич (протоиерей)
Иван Васильевич Знаменский (1864, село Выстово, Старорусский уезд, Новгородская губерния — 23 ноября 1941, деревня Прутня, Торжокский район, Калининская область) — протоиерей Православной российской церкви, настоятель Спасо-Преображенского собора в Торжке (1915—1935).

## Биография
Родился в семье священника.
Окончил Новгородскую духовную семинарию (1882).
Диакон торжокского храма во имя Входа Господня в Иерусалим (1885).
Иерей, ключарь (1888) и настоятель (1915) Спасо-Преображенского собора в городе Торжок Тверской губернии.
Член (1888) и директор (1890-е) уездного тюремного комитета, казначей Благотворительного общества (1894), законоучитель в новоторжском четырёхклассном (впоследствии высшем начальном) училище (1896), награждён скуфьей (1898), член Новоторжского отделения Тверского епархиального училищного совета (1912), член правления Новоторжского духовного училища (1913).
Протоиерей, председатель Общества хоругвеносцев (1915).
Женат, сын Василий (скончался в 1917 году).
В 1917—1918 годах член Поместного собора Православной российской церкви по избранию как клирик от Тверской епархии, участвовал во всех трёх сессиях, член III, IV, V, XV отделов.
С 1918 года настоятель тверского Спасо-Преображенского кафедрального собора, председатель епархиального совета.
В 1930-х годах настоятель храма Воскресения Христова в деревне Прутня Калининской области. Похоронен на местном погосте.

## Сочинения
- Краткая историческая заметка; Похоронная касса; Проект устава похоронной кассы для духовенства Тверской епархии // Тверские епархиальные ведомости. 1907. № 3, 22-23.
- Эмеритальная касса; Наброски // Тверские епархиальные ведомости. 1908. № 22, 25, 34.
- К съезду смотрителей духовных училищ; Наброски // Тверские епархиальные ведомости. 1909. № 34, 49.
- Осторожность; Наброски // Тверские епархиальные ведомости. 1910. № 22, 46, 50/51.